# Bordj Sabat
Bordj Sabat es un municipio (baladiyah) de la provincia o valiato de Guelma en Argelia. En abril de 2008 tenía una población censada de 10 158 habitantes.
Se encuentra ubicado al noreste del país, cerca de la costa del mar Mediterráneo y de la frontera con Túnez, y al este de la capital del país, Argel.